# سرویس اطلاعات ملی بولیوار

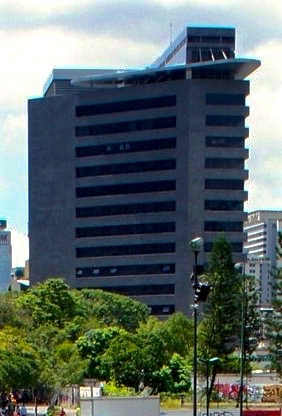
ساختمان مرکزی سبین در کاراکاس.

سرویس اطلاعات بولیوار (به اسپانیایی: Bolivarian Intelligence Service)  معروف با سرواژه SEBIN، نام سازمان اطلاعات مخفی ونزوئلا است.
از سرویس اطلاعات ملی بولیوار به عنوان یک سازمان مخفی «مخوف» نام برده می‌شود.